# Terhi (namn)
Terhi, Terhe och Terhikki är finska förnamn. Terhi förekommer också sällsynt som släktnamn.
Namnen har sitt ursprung i Kalevala och Terhenetär, Terhenneiti. Stammen terhen betyder dis. Terhi är också namnet på paddfot, i vissa dialekter på strävbladiga växter i allmänhet.
Namnen Terhe och Terhi föreslogs 1879. Namnet Terhi har givits åt 8 273 personer, varav två män, enligt den finländska folkbokföringen 2009. Namnsdagen är sedan 1950 den 6 februari. Terhikki har givits åt 1 565 personer, varav sju män, och har haft namnsdag sedan 1929.